# Кипшакбаев, Муратбек Султанбекович
Муратбе́к Султанбе́кович Кипшакба́ев (каз. Мұратбек Сұлтанбекұлы Қыпшақбаев; 11 сентября 1979, Южно-Казахстанская область) — казахстанский дзюдоист полулёгкой весовой категории, выступал за сборную Казахстана на всём протяжении 2000-х годов. Участник летних Олимпийских игр в Афинах, чемпион Азии, чемпион Центральноазиатских игр в Душанбе, победитель многих турниров национального и международного значения.

## Биография
Муратбек Кипшакбаев родился 11 сентября 1979 года в Южно-Казахстанской области Казахской ССР. Впервые заявил о себе в сезоне 2000 года, заняв пятое место на международном турнире класса «А» в Минске. Год спустя выступил на этапе Кубка мира в Будапеште и на чемпионате Азии в Улан-Баторе, где стал седьмым.
Первого серьёзного успеха на взрослом международном уровне добился в 2003 году, когда выиграл чемпионат Казахстана в полулёгкой весовой категории и, попав в основной состав казахской национальной сборной, побывал на Центральноазиатских играх в Душанбе, откуда привёз награду золотого достоинства.
В 2004 году Кипшакбаев одержал победу на домашнем азиатском первенстве в Алма-Ате, взяв верх над всеми соперниками своего весового дивизиона, в том числе победил в финале монгола Гантумурийна Дашдава. Благодаря череде удачных выступлений удостоился права защищать честь страны на летних Олимпийских играх в Афинах — в первых двух поединках одолел доминиканца Хуана Карлоса Хасинто и серба Милоша Миялковича, однако на стадии четвертьфиналов с оценкой ваза-ари потерпел поражение от представителя Болгарии Георгия Георгиева. В утешительных встречах за третье место тоже не имел успеха, проиграл грузину Давиду Маргошвили.
После афинской Олимпиады Муратбек Кипшакбаев ещё в течение некоторого времени оставался в основном составе дзюдоистской команды Казахстана и продолжал принимать участие в крупнейших международных турнирах. Так, в 2005 году он выступил в полулёгком весе на чемпионате мира в Каире, где, тем не менее, попасть в число призёров не смог, в 1/8 финала вновь проиграл грузину Маргошвили (при этом в утешительных поединках за третье место был побеждён голландцем Дексом Эльмонтом). Последний раз боролся на сколько-нибудь значимом турнире в сезоне 2006 года, когда принял участие в зачёте Суперкубка мира в Москве — на ранних стадиях турнирной сетки потерпел поражения от армянина Армена Назаряна и россиянина Алима Гаданова. Вскоре после этих соревнований принял решение о завершении карьеры.